# Oriocalotes paulus
Genre
Espèce
Synonymes
- Calotes minor Gray, 1845

Oriocalotes paulus, unique représentant du genre Oriocalotes, est une espèce de sauriens de la famille des Agamidae.

## Répartition
Cette espèce se rencontre dans le nord-est de l'Inde et au Tibet en République populaire de Chine.

## Publications originales
- Günther, 1864 : The reptiles of British India, London, Taylor & Francis, p. 1-452 (texte intégral).
- Smith, 1935 : The fauna of British India, including Ceylon and Burma. Reptiles and Amphibia. Vol. II. Sauria. Taylor and Francis, London, p. 1-440.